# Miasta w Mali
Według danych oficjalnych pochodzących z 2009 roku Mali posiadało ponad 40 miast o ludności przekraczającej 14 tys. mieszkańców. Stolica kraju Bamako jako jedyne miasto liczyło ponad milion mieszkańców; 3 miasta z ludnością 1÷5 mln.; 7 miast z ludnością 500÷1000 tys.; 17 miast z ludnością 100÷500 tys.; 17 miast z ludnością 50÷100 tys.; 49 miast z ludnością 25÷50 tys. oraz reszta miast poniżej 25 tys. mieszkańców.

## Największe miasta w Mali
Największe miasta w Mali według liczebności mieszkańców (stan na 01.04.2009):
| L.p. | Miasto      | Region           | Liczba ludności |
| ---- | ----------- | ---------------- | --------------- |
| 1.   | Bamako      | Stołeczny Bamako | 1 809 106       |
| 2.   | Sikasso     | Sikasso          | 225 753         |
| 3.   | Kalabancoro | Koulikoro        | 155 000         |
| 4.   | Koutiala    | Sikasso          | 137 919         |
| 5.   | Ségou       | Ségou            | 130 690         |
| 6.   | Kayes       | Kayes            | 127 368         |
| 7.   | Gao         | Gao              | 125 000         |
| 8.   | Kati        | Koulikoro        | 114 983         |
| 9.   | Mopti       | Mopti            | 114 296         |

## Alfabetyczna lista miast w Mali
(czcionką pogrubioną wydzielono miasta powyżej 1 mln)
- Bafoulabé
- Bamako
- Bamba
- Banamba
- Bandiagara
- Bla
- Bougouni
- Bourem
- Dialakorodji
- Diamarabougou
- Dioïla
- Dioro
- Diré
- Dżenne
- Douentza
- Dougabougou
- Fana
- Gao
- Goundam
- Kadiolo
- Kangaba
- Kalabancoro
- Kati
- Kayes
- Ké-Massina
- Kidal
- Kimparana
- Kita
- Kolokani
- Kolondiéba
- Konna
- Koro
- Koulikoro
- Koury
- Koutiala
- Markala
- Ménaka
- Mopti
- Nara
- Niafunké
- Niono
- Nioro du Sahel
- San
- Ségou
- Sikasso
- Siribala
- Taoudenni
- Ténenkou
- Timbuktu
- Touba
- Yorosso